# Milton Wagner
Pour les articles homonymes, voir Wagner.
Milton « Milt » Wagner, né le 20 février 1963 à Camden, dans le New Jersey, est un joueur et entraîneur américain de basket-ball. Il évolue aux postes de meneur et d'arrière. Il est le père du joueur Dajuan Wagner.

## Palmarès
- Champion NCAA 1986
- Champion NBA 1988